# Пасаронас
Пасаронас (грч. Πασαρώνας) је бивша општина у Јањинском округу, у Грчкој. Од реформе локалне самоуправе из 2011. године, део је општине Зица, од које је општинска јединица. Општинска јединица заузима површину од 135.278 km2. Према попису становништва из 2011. године било је 9.238 становника. Седиште општине је село Елеуза.